# سیارک ۱۳۲۷۸
سیارک ۱۳۲۷۸ (به انگلیسی: 13278 Grotecloss، نامگذاری:1998QK42) سیزده هزار و دویست و هفتاد و هشتمین سیارک کشف شده‌است که در ۱۷ اوت ۱۹۹۸ کشف شد.
قدر مطلق سیارک برابر ۱۷.۰ است.